# Cataglyphis fortis
Cataglyphis fortis é uma espécie de inseto do gênero Cataglyphis, pertencente à família Formicidae.